# Sportpaleis Joebilejny
Sportpaleis Joebilejny (Russisch: Спортивный комплекс "Юбилейный), is een indoor sport arena en concertgebouw gelegen in Sint-Petersburg, Rusland. Het Sportpaleis heeft 7.012 zitplaatsen voor ijshockey en 7.700 zitplaatsen voor basketbal-wedstrijden. Het is bereikbaar vanaf de Sportivnaja (metrostation Sint-Petersburg). Het complex werd in 1967 voltooid als een geschenk van de Federatie van vakbonden van de stad op de 50ste verjaardag van de Sovjet-Unie.
Het sportpaleis biedt onderdak aan een breed scala aan activiteiten, waaronder atletiektraining en -wedstrijden, conferenties, festivals en concerten. De arena was de thuislocatie van basketbalclub BK Spartak Sint-Petersburg, Sint-Petersburg Lions en BK Dinamo Sint-Petersburg voor mannen en ŽBK Spartak Sint-Petersburg voor vrouwen. Sinds 2016 is het de thuislocatie van BK Zenit Sint-Petersburg. Ook is het de thuisarena van ijshockeyclubs HC Dinamo Sint-Petersburg en SKA-Neva (grote arena), MHK Dinamo Sint-Petersburg, SKA-1946 en SKA-Silver Lions (kleine arena). In mei 2016 werd er de 80ste wereldkampioenschap ijshockey gehouden.

## Joebilejny Sport Club
Sportpaleis Joebilejny is de thuisbasis van de Joebilejny Sport Club, een prominent trainingscentrum voor kunstschaatsen. Het wordt ook wel aangeduid als SDUSHOR Sint-Petersburg (Russisch: СДЮШОР (Санкт-Петербург)).
In de jaren 1990, had de ijsbaan vaak een slechte kwaliteit ijs en andere problemen, wat resulteerde in een beperkte trainingstijd voor de olympisch kampioen van 1994, Aleksej Oermanov. De omstandigheden verbeterden in de volgende tien jaar. Coaches die training geven zijn Aleksej Mishin, Igor Moskvin, Oleg Tataurov, Tatiana Mishina en Tamara Moskvina. Schaatsers die daar zijn opgeleid zijn onder meer:
- Natalja Misjkoetjonok en Artoer Dmitrijev
- Oksana Kazakova en Artoer Dmitrijev
- Jelena Betsjke en Denis Petrov
- Jelena Berezjnaja en Anton Sicharoelidze
- Joeko Kavagoeti en Aleksandr Smirnov
- Aleksej Oermanov
- Aleksej Jagoedin
- Jevgeni Pljoesjtsjenko
- Artur Gachinski
- Jelizaveta Toektamysjeva
- Maria Stavitskaia
- Aleksandr Petrov
- Aleksej Krasnozjon
- Petr Gumennik

## Galerij

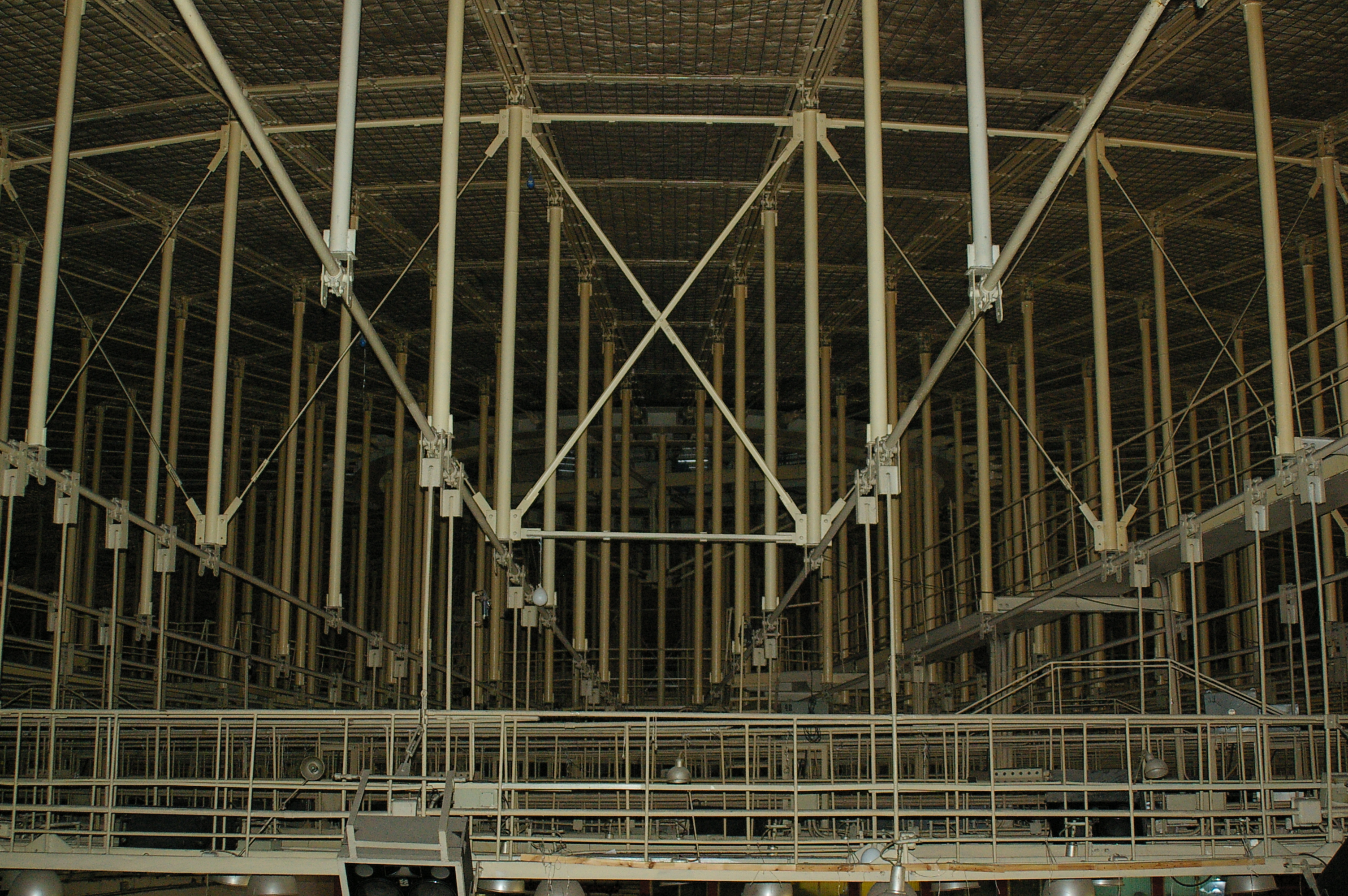
Bekabeling structuur van het technische plafond van de belangrijkste arena van SC "Joebilejny"
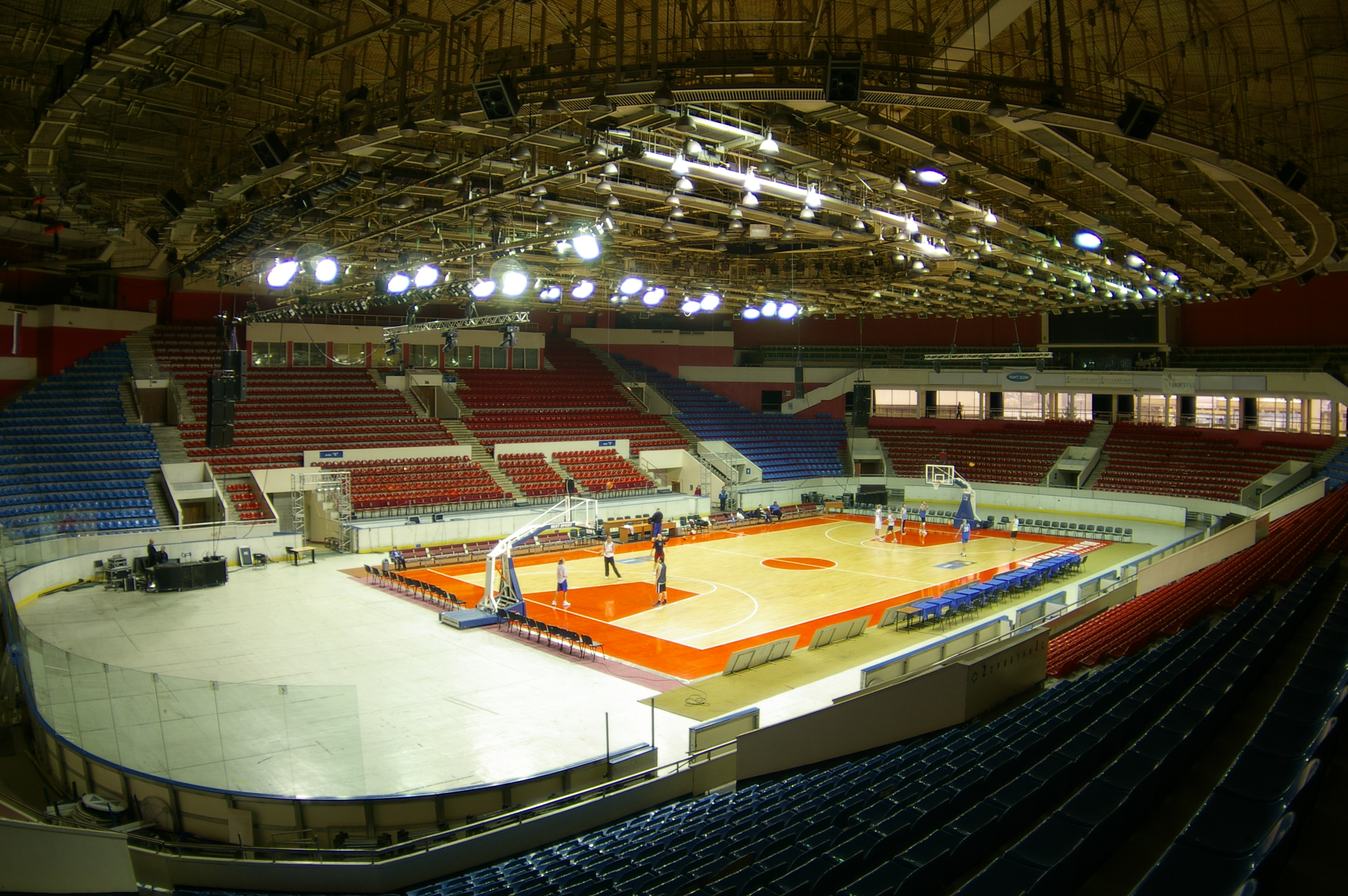
De belangrijkste arena, uitzicht op het speelveld
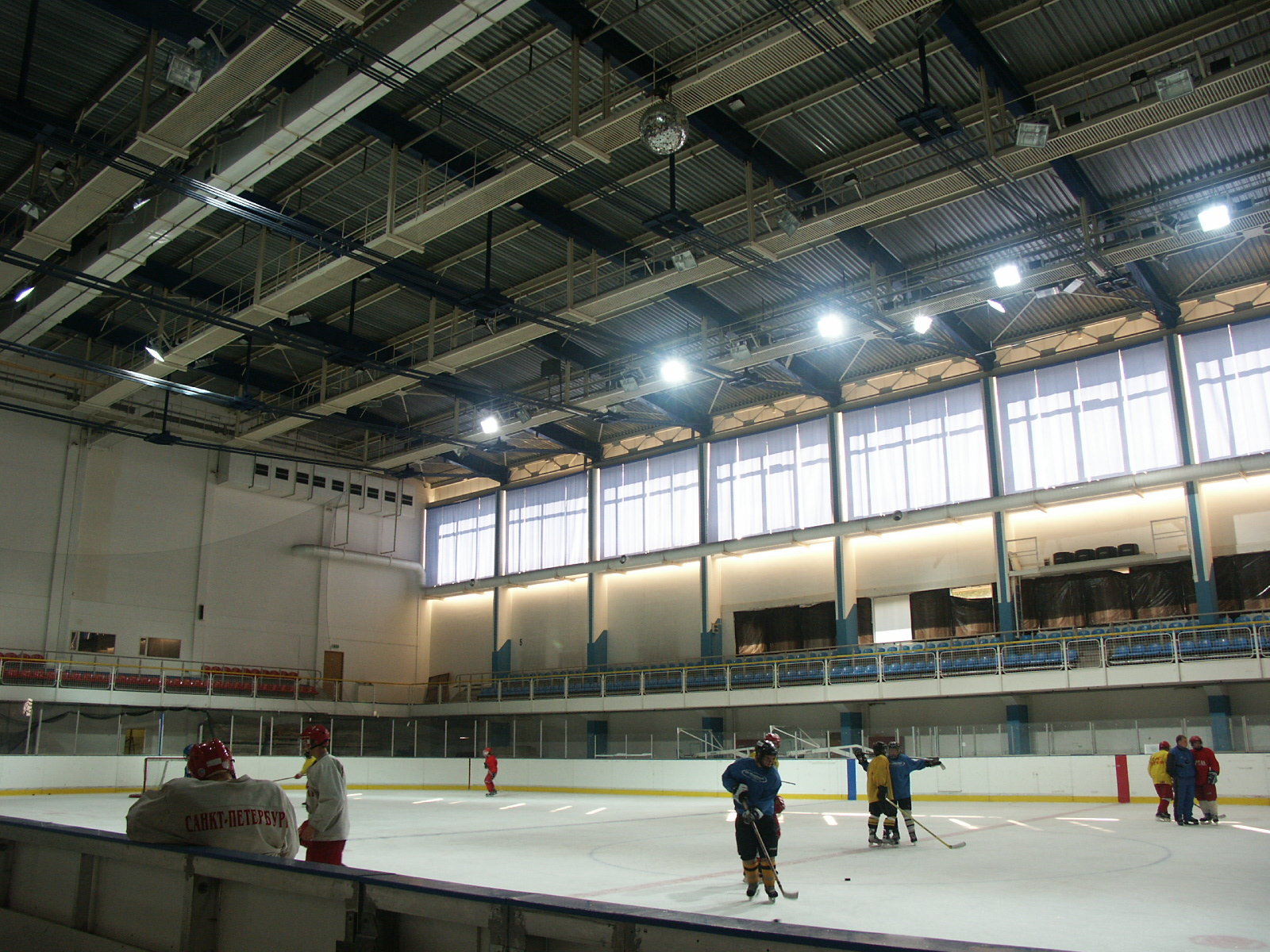
Kleine arena, uitzicht op het speelveld
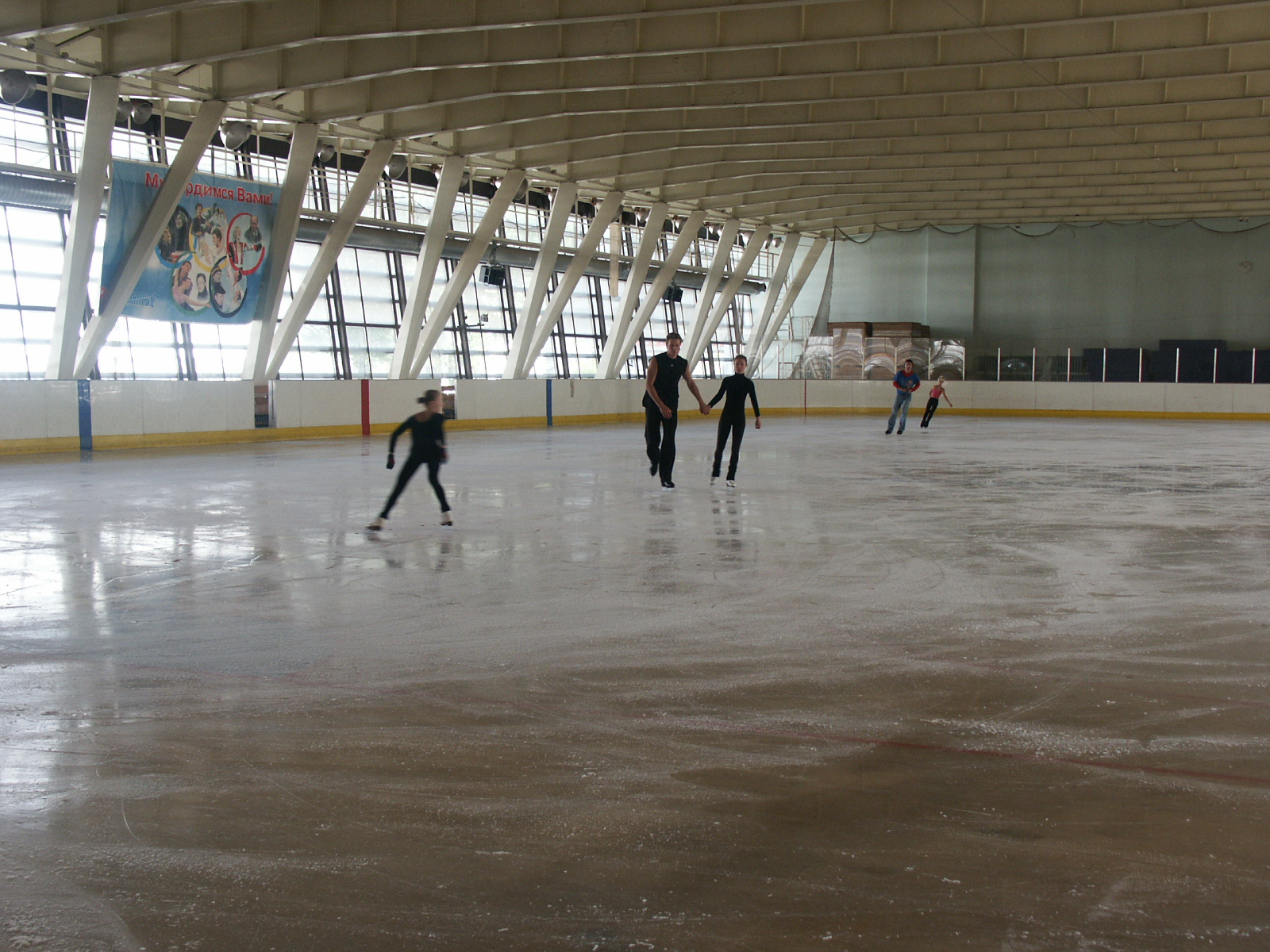
Trainings ijsbaan, een uitzicht op de ijsbaan